# Colin McRae Rally 04
A Colin McRae Rally 04 a rali versenyek világát feldolgozó szimulátor, ami a Codemasters által fejlesztett Colin McRae Rally sorozat negyedik része. 2003 szeptemberében jelent meg Európában és a korábbi epizódoktól eltérően a Colin McRae Rally 04 nem rendelkezett hivatalos WRC licenccel. A játéknak 2005-ben jelent meg a folytatása, Colin McRae Rally 2005 névvel.

## Versenyhelyszínek
A játékban 8 ország 52 versenyszakasza érhető el:
- USA
- Spanyolország
- Egyesült Királyság
- Finnország
- Svédország
- Görögország
- Japán
- Ausztrália